# Château Suduiraut
Koordinaten: 44° 33′ 23″ N, 0° 19′ 12″ W
Das Weingut Château Suduiraut liegt im Süden der Gemeinde Preignac, einem Teil der Appellation d’Origine Contrôlée Sauternes in der Weinbauregion Bordeaux. Bei der Bordeauxwein-Klassifizierung von 1855 wurde es als „Premier Cru Classé“ klassifiziert. Das Gut verfügt über fast 200 Hektar Grundbesitz, von denen 92 Hektar dem Weinbau gewidmet sind. Die Rebflächen liegen unweit des berühmten Château d’Yquem.
Die Rebsorte Sémillon stellt mit einer bestockten Fläche von 90 Prozent den größten Anteil. Daneben werden noch 10 %  Sauvignon Blanc beigemischt. Das durchschnittliche Alter der Reben liegt bei 25 Jahren und die Bestockungsdichte liegt bei 7.000 Rebstöcken/Hektar. Die Lese erfolgt per Hand in mehreren Lesegängen, um die edelfaulen Beeren zu selektionieren. Nachdem der werdende Wein durch die Alkoholische Gärung einen Alkoholgehalt von 13–14 Prozent erreicht, wird er in Edelstahltanks umgepumpt und innerhalb von vier bis fünf Tagen auf 7 °C heruntergekühlt. Der Wein reift nach der Schwefelung 18–24 Monate in Barriques. Vom Grand Vin werden jährlich fast 100.000 Flaschen abgefüllt. In den Jahrgängen 1991, 1992 und 1993 wurde kein Grand Vin abgefüllt, da das Ergebnis nicht den Qualitätsvorgaben entsprach und eine künstliche Konzentration des Weines mittels Kryoextraktion nicht der Qualitätsphilosophie entspricht.
Der Zweitwein heißt  Castelnau de Suduiraut. Darüber hinaus vermarktet das Gut einen trockenen Weißwein mit dem Namen S de Suduiraut. Die Beeren für den trockenen Weißwein werden während der ersten drei Lesevorgänge eingeholt und stellen ca. 10 % der gesamten Weinproduktion des Gutes dar. Eine Cuvée, bei der die Beeren einzeln ausgelesen werden, heißt Crème de Tête. Diese wurde bisher zweimal hergestellt.
Im Jahr 2008 schlossen sich Château Suduiraut und 16 weitere Weingüter des Bordeaux, darunter so namhafte wie Château d’Yquem, Château Olivier und Château La Tour Blanche, in einem Gemeinschaftsprojekt zusammen. Dessen Zweck ist, bei knapper werdendem Rebmaterial eigene Klone der Rebsorte Sémillon nachzuziehen.

## Geschichte
Die Geschichte des Weinguts beginnt im Jahr 1580, als Léonard de Suduiraut, Mitglied des Parlements von Bordeaux Nicole d’Allard heiratet. Nicole war Alleinerbin der Ländereien, auf denen das heutige Gut errichtet wurde. Während fast 50 Jahren konnte die Familie de Suduiraut das Gut ungestört entwickeln. Zur Zeit der Fronde überwarf sich die Familie jedoch mit dem königstreuen Bernard de Nogaret de La Valette d’Épernon. In der Folge wurde das Gut zwischen 1648 und 1649 geplündert und gebranntschatzt. Léonards Enkel, der Graf Blaise de Suduiraut errichtete zwischen 1665 und 1675 eines der herrschaftlichsten Gutshäuser des Bordeaux und ließ die Gartenanlage von André Le Nôtre anlegen.
Nach dem Tod von Blaise de Suduiraut, der mit Gabrielle Angélique de Pontac verheiratet war, ging das Anwesen zuerst an seine Tochter Marie-Anne und später an den Neffen von Marie-Anne, Joseph du Roy (Sohn von Cathérine de Suduiraut und Jean du Roy). Joseph benannte das Gut in Ancien Cru du Roy um.
Nach dem Tod von Joseph ging der Besitz erst an seinen Sohn Jean und später an Louis-Guillaume du Roy. Dessen Nachname auch häufig Duroi oder Duroy geschrieben wurde.
Seine Ehe mit Marie-Rose blieb offensichtlich kinderlos, den sie vermachte das Gut nach dem Tod von Louis-Guillaume an den Angestellten Nicolas Edme Guillot. Unter seinem Wirken nahm das Gut einen großen Aufschwung. In den Familienarchiven der Familie Guillot de Suduiraut ist noch die Korrespondenz von Nicolas mit seinem Neffen Dominique Doutreleau erhalten, der sich als Weinhändler auf Guadeloupe niederließ und die Weine von Suduiraut importierte. Nicolas Edme Guillot kaufte im Jahr 1831 das nachbarschaftliche Gut von Castelnau und weitete seinen Besitz damit erheblich aus. Der Name des Zweitweins des Guts erinnert an diese Zeit.
Als im Jahr 1855 die Klassifikation der Weingüter von Bordeaux veröffentlicht wurde, oblag die Leitung des Guts den Söhnen von Nicolas Edme. Im Jahr 1875 verkauften sie das Gut an den Industriellen Henri-Ferdinand Rabourdin (1812–1898), der sein Vermögen in der Papierindustrie gemacht hatte. Kaum 4 Jahre später vermachte er jedoch das Gut an seine Tochter Lucie, die mit Charles Émile Antoine Petit de Forest verheiratet war.
Dem Ehepaar kam es zu, dass Weingut durch die schwierige Zeit der Reblauskatastrophe sowie des Befalls mit dem Mehltaus zu führen. Petit de Forest führte im Kampf gegen die Reblaus schon sehr früh die Technik der Rebpfropfung auf resistente Unterlagsreben ein. Nach dem Tod von Charles Émile Antoine im Jahr 1899 führte seine Ehefrau Lucie das Weingut noch bis in das Jahr 1929. Nach ihrem Tod ging der Besitz an ihre Tochter Isabelle Petit de Forest. Isabelle und ihrem Gatten Alfred de Girodon-Pralong gelang es jedoch nicht, das Qualitätsniveau der Weine zu halten. Hinzu kam, das die süßen Weine mehr und mehr von den trocken ausgebauten Weinen auf dem Markt verdrängt wurden. Das Weingut musste daher nach einem erfolglosen Versuch mit trockenen Weinen im Jahr 1940 an den Industriellen Leopold-François Fonquernie verkauft werden. Fonquernie und sein Kellermeister Pierre Pascaud konnten den Ruf des Guts aufgrund umfangreicher Investitionen in Weinberg und Keller wieder festigen. Nach dem Tod von Léopold übernahmen seine Töchter die Leitung des Guts, arbeiteten weiterhin mit Pierre Pascaud und übertrugen diesem im Jahr 1978 die Leitung des Tagesgeschäfts. Im Jahr 1992 trennte sich die Familie jedoch von Château Suduiraut und verkauften es an den Versicherungskonzern AXA Millésime. AXA hatte bereits in den 1980er Jahren begonnen, in Bordeaux zu investieren. Neben Suduiraut zählte Château Pichon-Longueville-Baron und Château Lynch-Bages bereits zum Portfolio.
Das Tagesgeschäft wird heute von Christian Seely geleitet während Pierre Montégut den Posten des technischen Leiters innehat.